# Canton de Bourges-1
Le canton de Bourges-1, parfois appelé canton de Bourges-Asnières, est une circonscription électorale française située dans le département du Cher et la région Centre-Val de Loire.
À la suite du redécoupage cantonal de 2014, les limites territoriales du canton sont remaniées et correspondent à Bourges-Nord.

## Histoire
Le canton de Bourges-I a été créé par décret du 2 août 1973 à la suite du démantèlement de l'ancien canton de Bourges.
Il a été modifié par décret du 20 janvier 1982 à l'occasion de la création du canton de Bourges-5.
Un nouveau découpage territorial du Cher entre en vigueur en mars 2015, défini par le décret du 21 février 2014, en application des lois du 17 mai 2013 (loi organique 2013-402 et loi 2013-403). Les conseillers départementaux sont, à compter de ces élections, élus au scrutin majoritaire binominal mixte. Les électeurs de chaque canton élisent au Conseil départemental, nouvelle appellation du Conseil général, deux membres de sexe différent, qui se présentent en binôme de candidats. Les conseillers départementaux sont élus pour 6 ans au scrutin binominal majoritaire à deux tours, l'accès au second tour nécessitant 12,5 % des inscrits au 1er tour. En outre la totalité des conseillers départementaux est renouvelée. Ce nouveau mode de scrutin nécessite un redécoupage des cantons dont le nombre est divisé par deux avec arrondi à l'unité impaire supérieure si ce nombre n'est pas entier impair, assorti de conditions de seuils minimaux. Dans le Cher, le nombre de cantons passe ainsi de 35 à 19. La composition du canton de Bourges-4 est remaniée.

## Géographie
Ce canton est organisé autour de Bourges dans l'arrondissement de Bourges. Son altitude varie de 120 m (Bourges) à 169 m (Bourges) pour une altitude moyenne de 153 m.

## Représentation

### Conseillers d'arrondissement du canton de Bourges (de 1833 à 1940)
| Période                                  | Période      | Identité                                                  | Étiquette              | Qualité |
| ---------------------------------------- | ------------ | --------------------------------------------------------- | ---------------------- | --- |
| 1833                                     | 1852         | Pierre Mayeul Alexis Dubois de La Sablonnière (1779-1853) |                        | Conseiller à la Cour royale de Bourges                                                                      |
| 1852                                     | 1868 (décès) | Paul-Adrien Bourdalouë                                    |                        | Ingénieur et topographe, adjoint au maire de Bourges                                                        |
| 1868                                     | 1901         | Félix Chédin (1825-1915)                                  | Républicain            | Manufacturier, premier adjoint au maire de Bourges, Président du Conseil d'arrondissement                   |
| 1901                                     | 1904         | Joseph Lebrun                                             | Républicain socialiste | Maire de Bourges (1902-1904)                                                                                |
| 1904                                     | 1907         | Théodore Groussot (1867-1930)                             | Républicain            | Adjoint au maire de Bourges                                                                                 |
| 1907                                     | 1925         | Paul Commenge (1852-1935)                                 | Républicain            | Adjoint au maire de Bourges (maire de 1912 à 1919), Président du Conseil d'arrondissement                   |
| 1925                                     | 1937         | Georges Lamy                                              | Radical                | Adjoint au maire de Bourges                                                                                 |
| 1937                                     | 1940         | René Cherrier (1904-1985, frère de Marcel Cherrier)       | PC-SFIC                | Ouvrier aux établissements militaires de Bourges Déchu de son mandat en 1939 (Décret Daladier)              |
| 1940                                     |              |                                                           |                        | Les conseils d'arrondissement ont été suspendus par la loi du 12 octobre 1940 et n'ont jamais été réactivés |
| Les données manquantes sont à compléter. |              |                                                           |                        | |

### Conseillers généraux de l'ancien canton de Bourges (de 1833 à 1973)
| Période | Période          | Identité                                    | Étiquette                  | Qualité |
| ------- | ---------------- | ------------------------------------------- | -------------------------- | --- |
| 1833    | 1848             | Philibert Mayet-Génétry (1783-1855)         |                            | Avocat, maire de Bourges (1830-1848) |
| 1848    | 1852             | Louis Michel de Bourges                     | Gauche dynastique          | Avocat à la Cour royale de Bourges Député (1837-1839 et 1849-1851) Conseiller général du Canton de Baugy (1833-1848)                                                                        |
| 1852    | 1868 (décès)     | Pierre Planchat (1782-1868)                 |                            | Maire de Bourges (1848-1868) |
| 1868    | 1878 (démission) | Philippe Devoucoux                          | Républicain                | Maire de Bourges (1870-1874) Président du Conseil Général (1871-1872) |
| 1878    | 1880             | Louis Aubineau                              | Républicain                | Avocat à Bourges, ancien magistrat |
| 1880    | 1886             | Antoine Cougny                              | Radical                    | Inspecteur principal du dessin à Bourges |
| 1886    | 1892             | Jean Meunier                                | Républicain                | Directeur de scierie, propriétaire, adjoint au maire de Bourges |
| 1892    | 1898             | Louis Henri Mirpied (1844-1909)             | Républicain                | Docteur en médecine Maire de Bourges (1892-1894) |
| 1898    | 1904             | Gaston Cougny (1857-1908) (fils d'A.Cougny) | Socialiste Révolutionnaire | professeur d’art dans les écoles de la ville de Paris puis directeur de l’École des Beaux-Arts de Bourges                                                                                   |
| 1904    | 1919             | Joseph Lebrun                               | Républicain Socialiste     | Maire de Bourges (1902-1904) |
| 1919    | 1934             | Jean-Baptiste Foucrier (1863-1939)          | Rad.                       | Imprimeur, publiciste, Premier adjoint au maire de Bourges Patron de "La Dépêche du Berry"                                                                                                  |
| 1934    | 1940             | Henri Laudier                               | SFIO puis PSdF             | Journaliste Maire de Bourges (1919-1943) Député (1919-1924) Sénateur (1930-1940) Nommé membre de la Commission administrative départementale en 1941 Nommé conseiller départemental en 1943 |
|         |                  |                                             |                            | |
| 1945    | 1951             | Marcel Cherrier                             | PCF                        | Ajusteur Conseiller municipal de Bourges (1944-1960), ancien conseiller d'arrondissement Député (1945-1958)                                                                                 |
| 1951    | 1970             | André Cothenet (1897-1976)                  | RPF puis DVD               | Avoué Maire de Bourges de 1948 à 1953 Suppléant du député Raymond Boisdé (1958-1962) |
| 1970    | 1973             | Pierre Lebrun                               | UDR                        | Médecin à Bourges Elu en 1973 dans le Canton de Bourges-2 |

### Conseillers généraux du canton de Bourges-1 de 1973 à 2015
| Période | Période          | Identité                     | Étiquette | Qualité |
| ------- | ---------------- | ---------------------------- | --------- | --- |
| 1973    | 1988 (démission) | Jacques Rimbault             | PCF       | Ajusteur Député (1981-1993) Maire de Bourges (1977-1993) |
| 1988    | 1998 (démission) | Jean-Claude Sandrier         | PCF       | Chimiste Maire de Bourges (1993-1995) Député (1997-2012) Conseiller régional (1998-2004)                                                                          |
| 1998    | 2008             | Jacqueline Jacquet-Trossevin | PCF       | Fonctionnaire Vice-Présidente du Conseil Général |
| 2008    | 2015             | Jean-Michel Guérineau        | PCF       | Attaché parlementaire Secrétaire départemental du PCF Vice-Président du Conseil Général Conseiller municipal de Bourges Adjoint au maire de Bourges (depuis 2020) |

### Conseillers départementaux à partir de 2015
| Période élective | Période élective | Mandat | Mandat   | Identité        | Nuance | Nuance | Qualité                                                                                                |
| ---------------- | ---------------- | ------ | -------- | --------------- | ------ | ------ | --- |
| 2015             | 2021             | 2015   | 2021     | Yann Galut      |        | PS     | Avocat Maire de Bourges (depuis 2020) Député de la 3e circonscription du Cher (2012-2017)              |
| 2015             | 2021             | 2015   | 2021     | Francine Gay    |        | PS     | Commerçante                                                                                            |
| 2021             | 2028             | 2021   | en cours | Yann Galut      |        | DVG    | Avocat Maire de Bourges (depuis 2020) Député de la 3e circonscription du Cher (1997-2002 et 2012-2017) |
| 2021             | 2028             | 2021   | en cours | Sakina Robinson |        | PS     | Adjointe au maire de Bourges                                                                           |

### Résultats détaillés

#### Élections de mars 2015
À l'issue du 1er tour des élections départementales de 2015, deux binômes sont en ballottage : Yann Galut et Francine Gay (PS, 34,37 %) et Anne-Lucie Clausse et Alain Tanton (Union de la Droite, 29,14 %). Le taux de participation est de 47,26 % (5 896 votants sur 12 476 inscrits) contre 51 % au niveau départementalet 50,17 % au niveau national.
Au second tour, Yann Galut et Francine Gay (PS) sont élus avec 53,81 % des suffrages exprimés et un taux de participation de 46,55 % (2 781 voix pour 5 807 votants et 12 476 inscrits).

#### Élections de juin 2021
Le premier tour des élections départementales de 2021 est marqué par un très faible taux de participation (33,26 % au niveau national). Dans le canton de Bourges-1, ce taux de participation est de 27,79 % (3 489 votants sur 12 556 inscrits) contre 32,99 % au niveau départemental. À l'issue de ce premier tour, deux binômes sont en ballottage : Yann Galut et Sakina Robinson (Union à gauche, 61,62 %) et Anne-Lucie Clausse et Philippe Gitton (Union au centre et à droite, 38,38 %).
Le second tour des élections est marqué une nouvelle fois par une abstention massive équivalente au premier tour. Les taux de participation sont de 34,3 % au niveau national, 34,03 % dans le département et 29,6 % dans le canton de Bourges-1. Yann Galut et Sakina Robinson (Union à gauche) sont élus avec 60,89 % des suffrages exprimés (2 096 voix pour 3 718 votants et 12 560 inscrits),,. 

## Composition

### Composition de 1973 à 2015
Lors de sa création, le canton de Bourges-I se composait de la portion de territoire de la ville de Bourges déterminée par l'axe des voies ci-après : voie ferrée Bourges-Gien depuis la limite Ouest de la commune jusqu'au passage à niveau sur le chemin départemental n° 58, chemin départemental n° 58 jusqu'à l'emplacement de son raccordement prévu avec l'avenue de la Libération, avenue de la Libération, rue Gustave-Eiffel, rue Jean-Moulin, route nationale n° 140, avenue du Général-de-Gaulle jusqu'au passage à niveau, assiette de la voie ferrée Saincaize-Vierzon jusqu'à la gare de Bourges, place du Général-Leclerc, avenue Henri-Laudier, avenue Jean-Jaurès, rue Cambournac, rue Mirebeau, rue Edouard-Vaillant dans sa partie comprise entre la place Gordaine et la place Saint-Bonnet, boulevard Clemenceau, rue Charlet jusqu'à la rue Robespierre, le cours de l'Yévrette à partir de la rue Robespierre, jusqu'à la chaussée de Chappe, chaussée de Chappe jusqu'à la route nationale n° 151, route nationale n° 151 jusqu'à sa sortie à l'Est de la ville de Bourges et les limites des communes de Saint-Germain-du-Puy, Saint-Michel-de-Volangis, Fussy, Vasselay et Saint-Doulchard jusqu'à la voie ferrée Bourges-Gien.
Son territoire est réduit par décret du 20 janvier 1982 ; il est alors composé de la portion de territoire de la ville de Bourges déterminée par l'axe des voies ci-après : voie ferrée Bourges-Gien depuis la limite Ouest de la commune jusqu'au passage à niveau sur le chemin départemental 58, chemin départemental 58 jusqu'à l'emplacement de son raccordement prévu avec l'avenue de la Libération, avenue de la Libération jusqu'à la rue Gustave-Eiffel, rue Gustave-Eiffel jusqu'à la rue Jean-Moulin, rue Jean-Moulin jusqu'à l'avenue du Général-de-Gaulle, avenue du Général-de-Gaulle jusqu'à l'avenue du Maréchal-de-Lattre-de-Tassigny, avenue du Maréchal-de-Lattre-de-Tassigny jusqu'à la route de Saint-Michel, route de Saint-Michel jusqu'aux limites avec les communes de Saint-Michel-de-Volangis, de Fussy, de Vasselay et de Saint-Doulchard jusqu'à la voie ferrée Bourges-Gien.

### Composition à partir de 2015
| Nom                             | Code Insee | Intercommunalité | Superficie (km2) | Population (dernière pop. légale)                | Densité (hab./km2) | Modifier                                    |
| ------------------------------- | ---------- | ---------------- | ---------------- | ------------------------------------------------ | ------------------ | ------------------------------------------- |
| Bourges (bureau centralisateur) | 18033      | CA Bourges Plus  | 68,74            | Fraction : 18 039 (2022) Commune : 64 238 (2022) | 935                | modifier les données · modifier les données |
| Canton de Bourges-1             | 1803       |                  |                  | 18 039 (2022)                                    |                    | modifier les données                        |

Le nouveau canton de Bourges-1 comprend la partie de la commune de Bourges située à l'ouest d'une ligne définie par l'axe des voies et limites suivantes : depuis la limite territoriale de la commune de Saint-Doulchard, boulevard de l'Avenir, boulevard de l'Industrie, cours de l'Auron, rue Raymond-Boisdé, rue Georges-Pompidou, rue de Lazenay, rue Eirik-Labonne, avenue Salvador-Allende, chemin de l'Avenue-Salvador-Allende à la rue du Dauphiné, rue du Dauphiné (exclue), rue de Provence, rue de Gionne, rue des Fileuses, avenue de Dun-sur-Auron, porte de Moulins, rocade Jacques-Bastard (route nationale 142), jusqu'à la limite territoriale de la commune de Plaimpied-Givaudins.

## Démographie

### Démographie avant 2015
| 1975 | 1982 | 1990   | 1999   | 2006   | 2011  | 2012  |
| ---- | ---- | ------ | ------ | ------ | ----- | ----- |
| -    | -    | 14 407 | 12 069 | 10 833 | 8 986 | 8 947 |

### Démographie depuis 2015
En 2022, le canton comptait 18 039 habitants, en évolution de +0,19 % par rapport à 2016 (Cher : −2,48 %, France hors Mayotte : +2,11 %).
| 2013   | 2018   | 2022   |
| ------ | ------ | ------ |
| 18 119 | 17 925 | 18 039 |